# Nerocila sundaica
Nerocila sundaica är en kräftdjursart som beskrevs av Pieter Bleeker 1857. Nerocila sundaica ingår i släktet Nerocila och familjen Cymothoidae. Inga underarter finns listade i Catalogue of Life.